# 德吕梅塔-克拉拉丰
德吕梅塔-克拉拉丰（法語：Drumettaz-Clarafond，法語發音：[dʁymɛta klaʁafɔ̃]）是法国萨瓦省的一个市镇，属于尚贝里区。

## 地理
德吕梅塔-克拉拉丰（45°39'32"N, 5°56'14"E）面积11.38 平方千米，位于法国奥弗涅-罗讷-阿尔卑斯大区萨瓦省，该省份为法国东部省份，历史上为薩伏依的一部分，北起上萨瓦省，西接伊泽尔省和安省，南部和东部与上阿尔卑斯省和意大利接壤。
与德吕梅塔-克拉拉丰接壤的市镇（或旧市镇、城区）包括：穆克西、艾克斯莱班、莱代塞尔、梅里、滨湖维维耶。

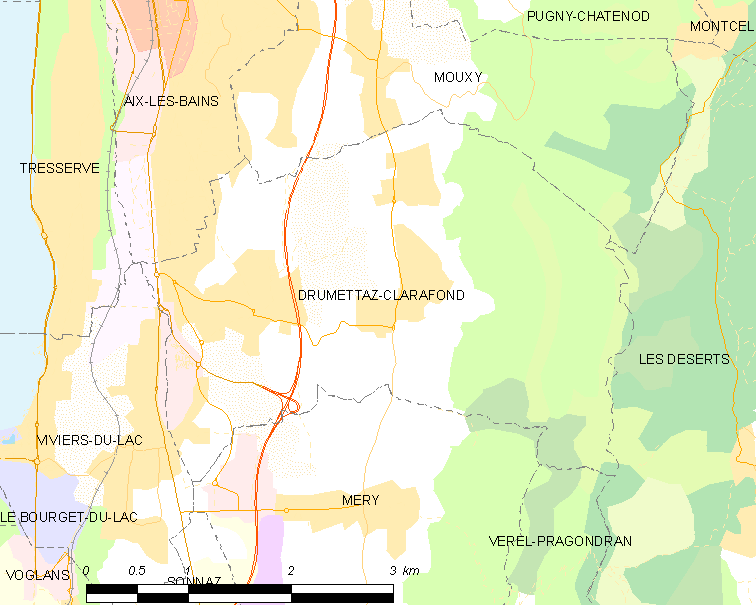
德吕梅塔-克拉拉丰的OSM定位图

德吕梅塔-克拉拉丰的时区为UTC+01:00、UTC+02:00（夏令时）。

## 行政
德吕梅塔-克拉拉丰的邮政编码为73420，INSEE市镇编码为73103。

## 政治
德吕梅塔-克拉拉丰所属的省级选区为拉莫特塞沃莱克斯县。

## 人口

1962-2008年间德吕梅塔-克拉拉丰人口变化图示

德吕梅塔-克拉拉丰于2022年1月1日时的人口数量为3016人。